# Estació de classificació

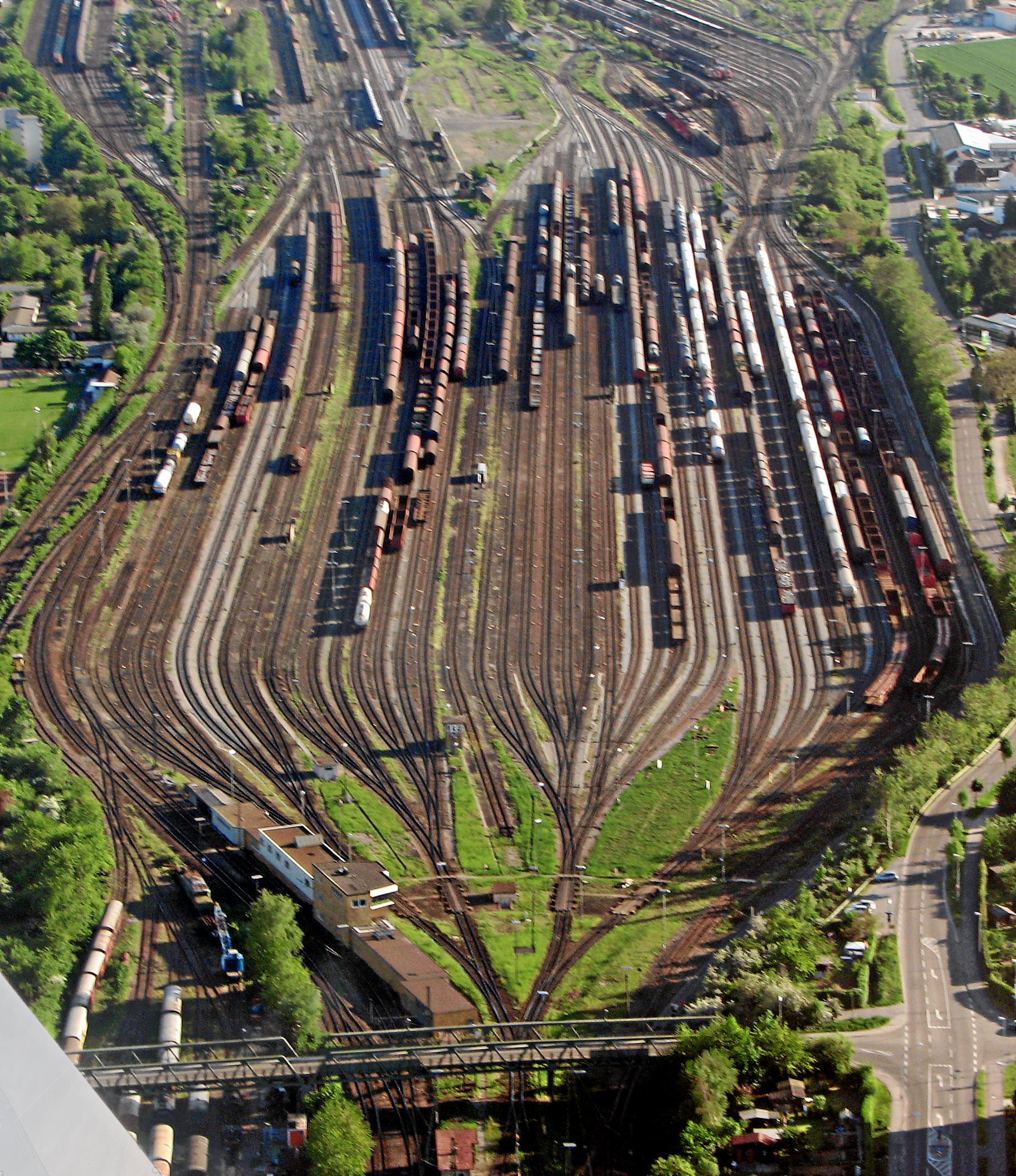
Estació de classificació de Kornwestheim

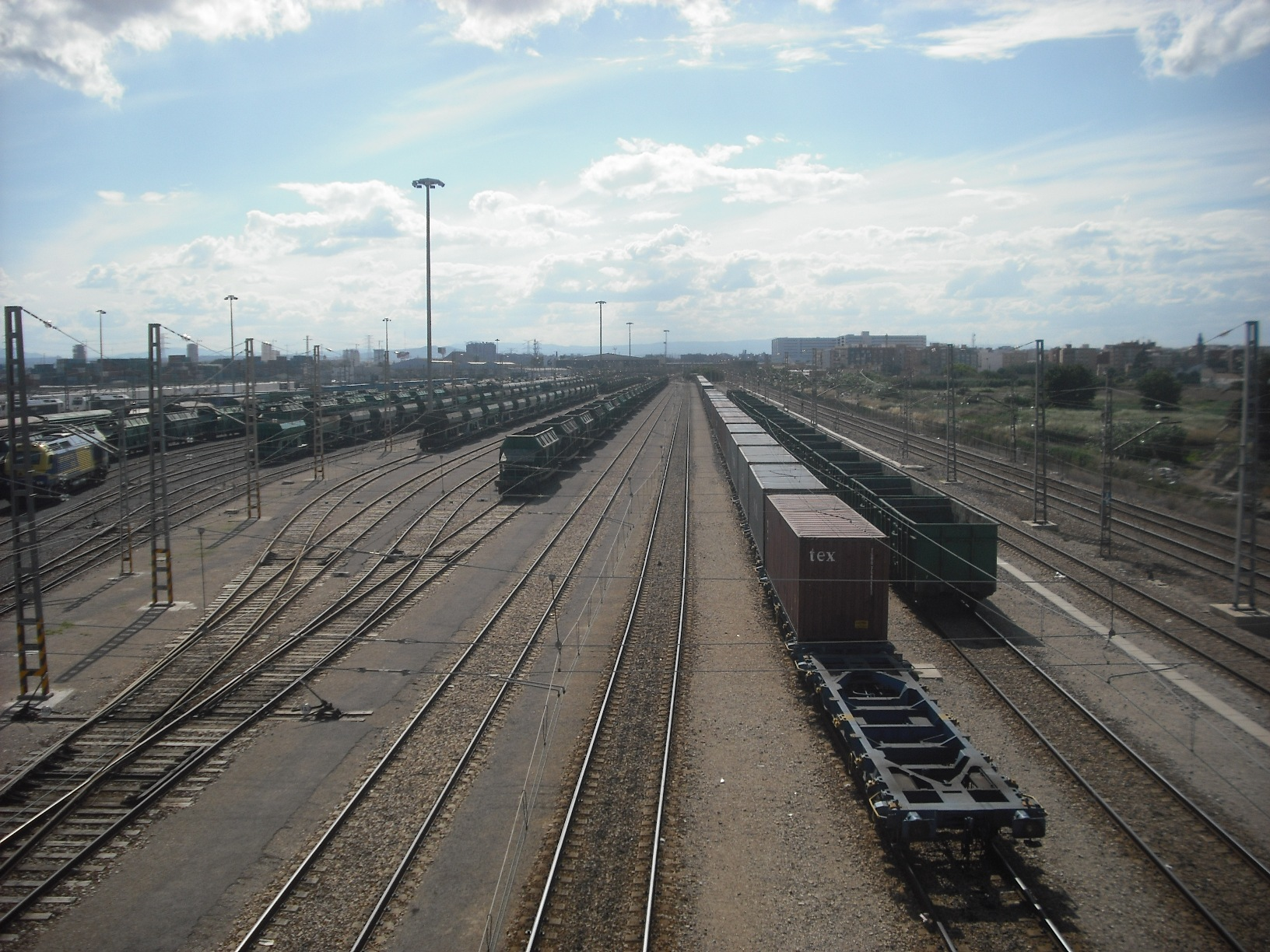
Font de Sant Lluís (València)

Una estació de classificació o estació de maniobres és un equip ferroviari que serveix per organitzar el conjunt de vagons de trens. En arribar un tren, hom separa els vagons o grups de vagons i els deixa anar per una via en pendent (esquena d'ase) i els dirigeix cap a un feix de vies, una per a cada destinació.

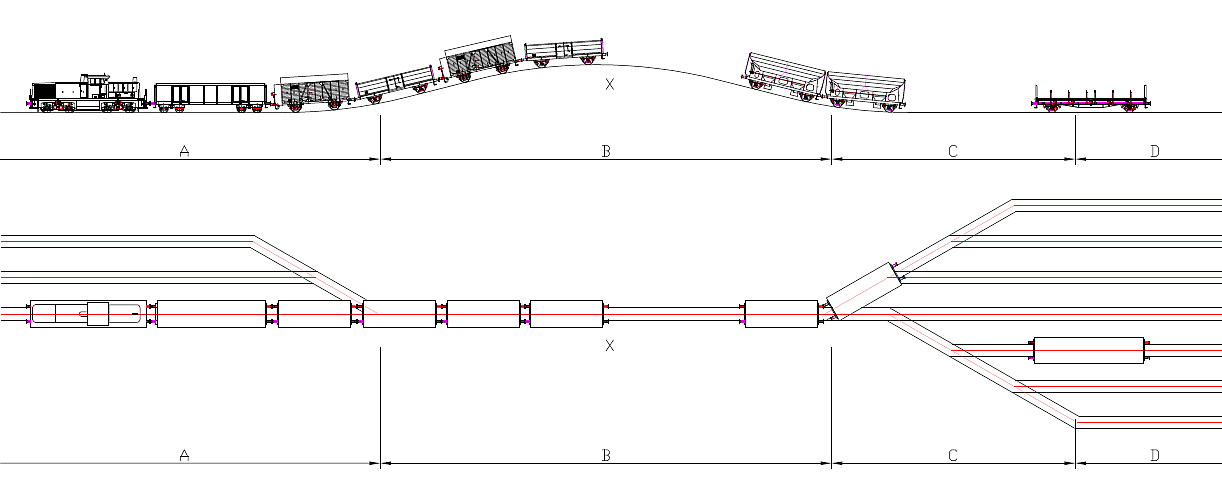
Esquema del feix amb Esquena d'ase

## Estacions emblemàtiques dels Països Catalans
- L'estació de maniobres i estacionament de l'AVE al Prat de Llobregat: inacabada i abandonada des del 2008.[3][4]
- L'estació de la Línia del Port a Palma, avui desapareguda, reurbanitzada i integrada en el Parc de Mar.[5]
- L'estació de Tarragona en un punt estratègic del trànsit ferroviari al polígon d'Entrevies. És l'estació de més tràfic de tot Espanya.[6] Va ser bombardejada pels rebels nacionalistes durant la Guerra Civil el 28 de març del 1938[7][8] Tot i ser una infraestructura cabdal per a la indústria i el comerç, el 2016 estava en mal estat per manca de manteniment i inversió.[9]
- La terminal de Can Tunis al Port de Barcelona.[10]
- Estació de la Font de Sant Lluís (València), en via transformació en plataforma intermodal.[11]